# Murzyn z załogi „Narcyza”
Murzyn z załogi „Narcyza”. Opowiadanie o kasztelu (ang. The Nigger of the 'Narcissus': A Tale of the Forecastle) – nowela Josepha Conrada opublikowana w 1897.  Pierwsze polskie tłumaczenie wydało w 1923 Towarzystwo Wydawnicze „Ignis” w serii „Pisma wybrane”, przekładu z upoważnienia autora dokonał Jan Lemański, przedmowę przełożyła Aniela Zagórska. W 1961 PIW wydał utwór w tłumaczeniu Bronisława Zielińskiego.

## Historia wydania
Dzieło napisane w 1896 i częściowo oparte na doświadczeniach Conrada z podróży z Bombaju do Dunkierki, początkowo jako opowiadanie, potem rozwinęło się w nowelę, zawierającą około 53 tys. słów. Po tym, jak nowelę odrzuciło wydawnictwo Smith, Elder & Co., przyjął ją William Ernest Henley i wydał w New Review. Kilka lat później (1904) Conrad opisał tę decyzję jako „pierwsze wydarzenie w moim życiu pisarskim, które naprawdę się liczyło”.

## Opis fabuły
Nowela opisuje trudny rejs z Bombaju do Anglii, podczas którego statek doświadcza najpierw sztormu, następnie zduszonego w zarodku buntu załogi, a w końcu ciszy na morzu. Prawdziwym tematem książki są jednak ludzie i ich reakcje na obecność na pokładzie niepokojącego towarzysza – czarnoskórego marynarza, Jamesa Waita. Wait od początku twierdzi, że jest śmiertelnie chory na gruźlicę, więc zostaje odizolowany pod pokładem. Nie wszyscy wierzą w jego deklarację uważając, że się chce wykręcić od pracy. Jednak zagrożenie życia Waita, prawdziwe czy wyobrażone, uświadamia ludziom kruchość własnej egzystencji i w krytycznych momentach popycha załogę do działania z narażeniem własnego życia. Postać Waita, wykluczonego ze względu na kolor skóry i chorobę, uwidacznia skomplikowaną naturę ludzką w reakcjach pozostałych członków załogi na towarzysza i tym samym paradoksalnie przydaje im człowieczeństwa.

## Recepcja
Ze względu na jej wysoką wartość literacką w porównaniu do wcześniejszych prac Conrada, nowela jest uznawana przez krytyków za rozpoczynającą główny czy średni okres jego twórczości. Bywa też określana najlepszym dziełem jego wczesnego okresu. Zdzisław Najder określa Murzyna mianem pierwszego arcydzieła Conrada, „najściślej związanego z przeżyciami marynarskimi i zarazem artystycznie nowatorskiego” oraz „arcydziełem literatury marynistycznej, (...) zarazem pierwszym tematycznie angielskim utworem Conrada”. 
Przedmowa napisana przez autora, zaczynająca się od zdania: „Dzieło, chociażby najskromniejsze, które pragnie stanąć na wyżynie sztuki, winno nosić jej piętno w każdem zdaniu”, odczytywana jako manifest impresjonizmu literackiego, uważana jest za jeden z najbardziej znaczących utworów literatury faktu. 
Powieść może być postrzegana jako alegoria, mówiąca o izolacji jednostki i solidarności ludzkiej, gdzie załoga statku jest traktowana jako swoisty mikrokosmos, w którym przejawiają się różne postawy społeczne. Conrad zdaje się także sugerować, że odruchy humanitarne są tak naprawdę powodowane poczuciem własnej korzyści, zaś zbytnia wrażliwość na cierpienie może przeszkadzać w kierowaniu ludźmi.
Najder pisze, że opis śmierci Waita jest kopią sceny w Bel-Ami Guy de Maupassanta.

### Kontrowersje z tytułem
W Stanach Zjednoczonych pod naciskiem wydawcy Dodd, Mead & Co. nowela została po raz pierwszy opublikowana pod tytułem The Children of the Sea: A Tale of the Forecastle. Wydawcy obawiali się, że nikt nie kupi, ani nie przeczyta książki ze słowem „Nigger” („czarnuch”) w tytule, nie dlatego że słowo to uznano za obraźliwe, ale dlatego że czytelnicy nie byliby zainteresowani kupnem książki o „czarnym”. 
Z kolei w 2009 holenderskie wydawnictwo WordBridge Publishing opublikowało nowe wydanie zatytułowane The N-Word of the Narcissus (Słowo na literę N z załogi „Narcyza”), które całkowicie wycięło z tekstu słowo „Nigger”. Według wydawców słowo, postrzegane dziś jako obraźliwe, mogło odstręczyć czytelników od książki.

## Odniesienia w kulturze
- W filmie Obcy – ósmy pasażer Nostromo prom, którym ucieka Ripley nosi nazwę „Narcissus”, co można odnieść do powieści Conrada[15][16].